# 王雲峰 (1896年)
王雲峰（1896年—1969年），台灣台南人，為日治時代的台語流行音樂作曲家、演奏家，精通小提琴以及單簧管。其成名代表作為台灣史上第一首流行歌曲《桃花泣血記》。此曲不僅捧紅了當時的素人歌手劉清香，王雲峰本人也一躍成為古倫美亞的專屬作曲家。他更以先驅者的角色，開啟了1930年代台語流行音樂的風潮，與創作界的後起之秀鄧雨賢、邱再福以及蘇桐四人合稱「四大金剛」。除此之外，他也是日治時期的首位台籍電影辯士。戰後，他與一些學生加入臺灣省警備總司令部交響樂團。根據王雲峰之子王壽惠的說法，其父親一生的音樂作品數目總共三十七首，而其中最具知名度且被後世譽為「戰後四大名曲」之一的是他與李臨秋合作的封筆之作《補破網》。

## 生平
王雲峰早年的音樂啟蒙老師是海軍退役的岩田好之助，他後來受岩田的推薦到日本深造。十七歲那年，他進入東京神保音樂學院深造兩年。返台之後，他定居在大稻埕，並在當地的電影院工作。1922年，松竹公司導演田中欽之來台灣拍攝電影《大佛的瞳孔》，王雲峰因而成為台灣首位辯士。
1931年，上海聯華影業公司製映了電影《桃花泣血記》，隨後進口台灣上映。片商找來王雲峰作曲，搭配另一位大稻埕有名的辯士詹天馬作詞，兩人一同為電影編寫同名宣傳曲。由於在電影上映的期間，樂隊每天都到今日台北市延平北路一帶沿街放送這支單曲，後來逐漸傳唱至全台灣，並且成就了很好的宣傳效果。這樣的結果被日本古倫美亞音樂娛樂駐台負責人柏野正次郎所注意，決定捨棄台灣傳統的南管、北管以及採茶歌等音樂曲調，改將如同〈桃花泣血記〉般新穎的台語歌曲錄製成「曲盤」發行，開啟了台語流行音樂的發展歷史。而王雲峰則被柏野正延攬成為古倫美亞的專屬作曲。1933年，王雲峰擔任電影《望春風》的電影配樂師。
戰後，王雲峰加入臺灣省警備總司令部交響樂團（國立台灣交響樂團前身），擔任管樂組長，主奏單簧管。單簧管演奏家薛耀武為他的女婿，而曾任國立台灣交響樂團的陳澄雄是他的孫女婿。王雲峰與李臨秋是長年的創作夥伴，哪一位有點子，作了詞或曲，就請對方搭配。後來，王雲峰又拍起台語電影，自導自演《怪紳士》，並找來李臨秋為同名主題曲寫詞。因為他所創作的曲子偏高音，因此多由周添旺之妻愛愛主唱。

## 作品
- 〈城市之夜〉
- 〈歸來〉
- 〈深閨怨〉
- 〈怪紳士〉
- 〈落花根〉
- 〈無醉不歸〉
- 〈補破網〉
- 〈南國之春〉（演唱者：雪蘭、作詞：李臨秋、作曲：王雲峰，古倫美亞唱片）[8][9]:63

## 影視形象
| 年份 | 作品          | 演員   |
| ---- | ------------- | ------ |
| 2012 | 歌謠風華-初聲 | 張永智 |

### 文獻
- 《臺灣音樂史》，呂鈺秀，ISBN 9789571134086。
- 《臺灣音樂辭典》，薛宗明，ISBN 9570518197。
- 台灣交響樂團的稻江音樂家[永久]
- 各校教授; 呂鈺芬; 徐玫玲; 溫秋菊; 顏綠芬; 賴淑惠. 陳郁秀（總策劃） , 编. . 中華民國文化建設委員會、國家文化總會、財團法人白鷺鷥文教基金會 (遠流). 2008-11-15 [2008]. ISBN 978-957-326-395-1.

### 備註
1. ↑  於《桃花泣血記》之前，雖有《雪梅思君》及《紅鶯之鳴》兩首流行音樂，且也都灌錄成曲盤。然而，前首詞曲皆創作於廈門，後者曲則為《蘇武牧羊》古調、詞蔡德音。而《桃花泣血記》則是臺灣人自行創作詞曲之原創作品。
2. ↑  《臺灣音樂史》，141頁，呂鈺秀。
3. 1 2 3  2000年9月16日，聯合報，32版，文化。
4. ↑  臺灣記憶 Taiwan Memory——國家圖書館
5. ↑  互联网电影数据库（IMDb）上《Peach Blossom Weeps Tears of Blood》的资料（英文）
6. ↑  臺灣音樂史，呂鈺秀，141頁。
7. 1 2  臺灣音樂辭典，薛宗明，65頁。
8. ↑  各校教授 2008，第1067頁
9. ↑  施慶安. . 國立政治大學 歷史研究所. 2012-10-30  [2016-03-23]. （原始内容存档于2019-10-15）.pdf （页面存档备份，存于）

### 連結
- 臺灣記憶 Taiwan Memory——國家圖書館 （页面存档备份，存于）
- 望春風主唱──臺灣第一代女歌星純純 （页面存档备份，存于）
- 台灣閩南語詞曲創作的過去、現在與展望 （页面存档备份，存于）

## 相關
- 詹天馬
- 桃花泣血記
- 李臨秋
- 活躍於臺灣日治時期（20世紀）重要的臺語流行音樂人（包含作詞人、作曲人、歌手），有：林清月、王雲峰、許丙丁、鄧雨賢、陳君玉、姚讚福、江中清、李臨秋、蘇桐、周添旺、陳秋霖、陳水柳、陳達儒、郭玉蘭（又名雪蘭，女歌手）、林氏好（女歌手）、純純（女歌手）、愛愛（女歌手）、吳晉淮、呂泉生、吳成家、那卡諾、許石、楊三郎、葉俊麟、洪一峰等人。